# Nightbreed Of Macabria
Nightbreed Of Macabria je šesti studijski album black metal grupe Theatres Des Vampires. Na tom albumu se primjećuje snažan utjecaj black i gothic metala. 

## Popis pjesama
1. Welcome To Macabria - 02:23
2. A Macabre Banquet - 04:10
3. Lady In Black - 04:17
4. Angel Of Lust - 05:20
5. Luciferia - 05:30
6. Incubo # 1 - 01:38
7. Macabria - 04:30
8. The Jester's Shadow - 04:03
9. The Golden Sin - 04:28
10. Carnival Day - 04:48
11. Incubo # 2 - 01:13
12. The Curse Of Headless Christ - 05:48
13. Mourning Day - 04:14
14. The Undertaker & The Crow - 04:33
15. The Beginning Of The End - 05:15
16. La Danse Macabria Du Vampire (Club Mix) - 03:26